# Chapa de Mota
Chapa de Mota là một đô thị thuộc bang México, México. Năm 2005, dân số của đô thị này là 21746 người.